# 山田亘
山田 わたる（やまだ わたる、1958年2月2日 - ）は、日本の音楽家、ドラマー。
株式会社ワイズオフィス代表取締役。

## 略歴
- 北里大学在学中にプロの活動を開始。以後スタジオ・ミュージシャンとして、白井貴子&クレイジーボーイズ、TM NETWORK、稲垣潤一,梁邦彦などの大多数のツアーやレコーディングに参加。
- 1985年、北島健二、西村麻聡とFENCE OF DEFENSEを結成。
- 1987年 EPIC SONYよりバンドFENCE OF DEFENSEとしてデビュー
- 1980年代ツアーサポート　TMネットワーク、織田哲郎、稲垣潤一、白井貴子、マリーン
- 1990年代ツアーサポート　TUTU with the Band、高橋克典、SHAZNA
- 2000年代ツアーサポート　TMネットワーク、TRF、清木場俊介、梁邦彦
- 2010年代ツアーサポート　TUTU with the Band
- インディーズバンドのプロデュース、TRFのDJ KOOこと高瀬浩一とのユニットWILL、ソロプロジェクトTARUZ FACE（後にTARUZに改名）で活躍
- 2018年、FENCE OF DEFENSE２０枚目のオリジナル・アルバム『HDⅢX』
- 2022年、FENCE OF DEFENSE２１枚目のオリジナル・アルバム『RETRO STANDARD』リリース。

## 人物
- 世界遺産にはまり、世界遺産検定は2014年7月に1級合格。
- ファイナンシャル・プランナー2級、国内旅行業務取扱管理責任者資格所有。
- スカッシュが得意。ファンクラブ会員等を対象にスカッシュスクールを開催[1]。以前は国内の試合に参戦。スカッシュレベルTを取得
- バンド（FENCE OF DEFENSE）の構成上同期演奏に滅法強く（モニターはヘッドホンやイヤーモニターを使用）、俗に「打ち込み」と呼ばれるエレクトロ系楽曲も対応するドラマー。
- 2024年秋より栃木県内に住居を構え、東京との二拠点生活を始めている。

## 使用機材
- ヤマハ Maple Custom Absoluteシリーズ（ドラム）
- ヤマハ DTXTREME III（電子ドラム）
- ジルジャン（シンバル）

## バンド活動

### TARUZ
- 2007年、もうひとつの顔=TARUZ FACE（2009年にTARUZ（タルズ）へ改名）としてソロプロジェクトをスタートさせた。山田の原点ともいえるプログレッシブロックを中心に楽曲制作を行っている。
- 1st ALBUM『プロトギズモ』（2007年3月12日）
- 2nd ALBUM『迷宮』（2009年9月30日）
- 3rd ALBUM『解放』（2010年9月17日）
- 1st DIGITAL SINGLE『SHINE ON YOU CRAZY DIAMOND (PARTI-V)』（2011年10月26日）＊PINK FLOYDカバー

### WILL XPERIMENT
- COME / Steam PUNK !!（2015年4月21日）＊配信のみ

## これまでの主なサポート、セッション
- 稲垣潤一
- 宇都宮隆
- 織田哲郎
- 勝新太郎
- 葛城哲哉
- 吉川晃司
- 清木場俊介
- 小室哲哉
- 近藤真彦
- SHAZNA
- 白井貴子
- SMAP
- 高橋克典
- TRF
- TM NETWORK
- 中森明菜
- 松田樹利亜
- 山本達彦

他多数